# Кондвирамур

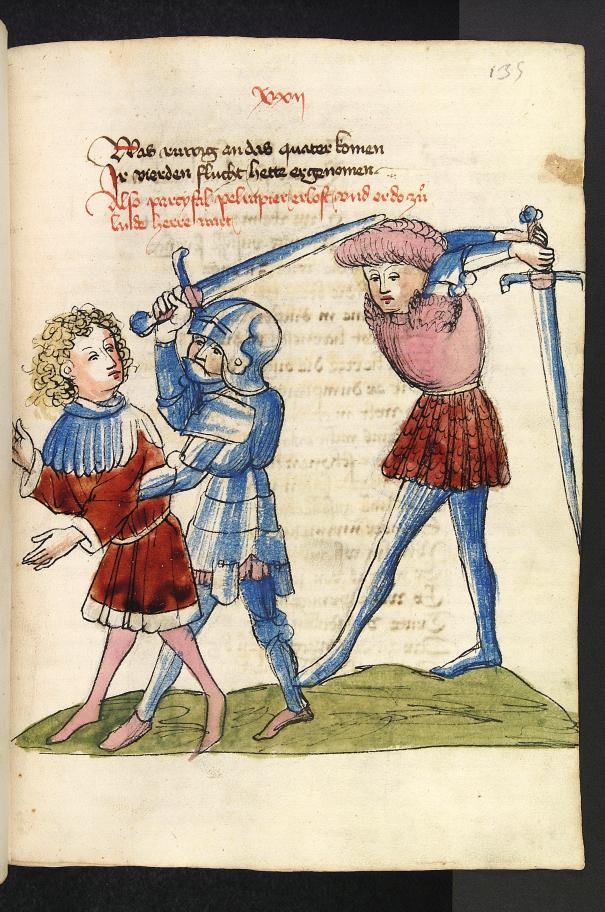
Персиваль и Кондвирамур

Кондвирамур, Конвирамур или Бланшефлор (англ. Kondviramur, Konviramur) — супруга легендарного рыцаря круглого стола, Персиваля, главная героиня рыцарского романа Вольфрама фон Эшенбаха «Парцифаль», встречается в средневековой и современной художественной исторической литературе. Парцифаль после обучения рыцарскому искусству у Гурнеманца отправляется в рыцарские странствия и защищает от осаждающих рыцарей замок королевы Кондвирамур (у Кретьена де Труа Бланшефлор), а после победы над её врагами женится на ней, становясь королём Пельрапейра (Бельрапера).

## Кондвирамур
…С большими почестями он

Был к королеве приведён,

К прекраснейшей Кондвирамур…

Возвышеннейшая из натур,

Она, безмерно справедлива,

Была божественно красива,

Столь величава, столь мила —

Изольд обеих превзошла,

Столь красотою знаменита,

Что Куневара и Энита,

И все красавицы земли

С ней состязаться не могли…

На рыцаря она взглянула,

Ему приветственно кивнула,

А тот, застыв, молчит…

Она

Удивлена, уязвлена.

Её смущенью нет предела.

«Ужель своё свершили дело

Злосчастный голод и усталость?

И ничего уж не осталось

От прежней красоты моей?..

Мертвы ланиты без румянца…»
— Вольфрам фон Эшенбах. «Парцифаль» (Parzival, 1210)

## Упоминания о королеве Кондвирамур
- Вольфрам фон Эшенбах. «Парцифаль» (Parzival, 1210), самый известный немецкий роман средних веков;[1][2]

«…А Парцифаль спешит назад К Кондвирамур в престольный град, Где слух прошел средь горожан, Мол, властелин нам богом дан, Какого сроду мы не знали. Он словно выкован из стали, А сердцем добр и справедлив, При этом молод и красив, И ясно всем без спора: Сыграют свадьбу скоро!.. Меж тем Кондвирамур сама От Парцифаля без ума И говорит народу: „Глядели вы, как в воду. Скажу вам без обману: Его женой я стану. Лишь он моя отрада, И нам другого короля не надо!..“ И при всеобщем ликованье Не поскупилась на лобзанье, Героя крепко обняла, Она доспехи с него сняла, Омыла ключевой водою…»
«…… Но вот пора ложиться спать… „Вы с королевою в кровать Совместно нынче ляжете? Двоим стелить прикажете?“ Жених с невестой молвят: „Да…“ Ночная вспыхнула звезда… С задумчивым и чистым взглядом Лежит он с королевой рядом, Лежит, почти не шевелясь И прикоснуться к ней боясь. При всем своем очарованье Он вызвал бы негодованье И озлобленье многих дам, Что часто беспощадны к нам, Своим любовникам желанным: Прибегнув к способам обманным, Притворно молят нас: „Не тронь!“ Чтоб пуще в нас разжечь огонь… Они нас нежат да голубят И, ненасытные, нас губят, Упав любовнику на грудь, Полночи не дают уснуть… Нет в этом чувстве настоящего!.. Кто любит, любит ненавязчиво, И я ещё открою вам Приметы благородных дам… Любезен им с извечных пор Пред сном любовный разговор, Не долгий и не краткий, Но непременно сладкий… А валезиец наш без дрожи Сейчас лежит на брачном ложе. Он Красным Рыцарем прослыл, Но до поры сдержал свой пыл, Кондвирамур сей ночью длинной Оставив девою невинной. И тем не менее она Уже теперь его жена. И чтобы видел весь дворец, На голове её — венец, Особо достоверный знак Того, что в ночь свершился брак… И, щедростью своей горда, Она супругу города И баснословные именья Дарует в вечное владенье… Два дня, две ночи пролетели. И вот к супружеской постели Неслышно третья ночь идет. Их близости настал черед. Он вспомнил матери советы И Гурпеманцевы заветы, Что муж с женой — едина плоть И так установил господь… Сплелись их жаркие тела, Их страсть, как пламя, обожгла, И выпит был глоток медовый — Обряд извечный и вечно новый…»
- Немецкие героические сказания и легенды, «Парцифаль и Лоэнгрин, рыцарь Грааля» . В этом произведении Кондвирамур описывается, как очень красивая женщина («…с большими почестями Парцифаля привели к прекрасной Кондвирамур. Невыразимое чувство охватило юного рыцаря при виде королевы. Не доводилось ему еще видеть такой совершеннейшей красоты»). Кондвирамур хотела нравиться незнакомцу, но тот не подавал признаков увлечённости ею, следуя наставлениям рыцаря Гурнеманца ("…"Неужели злосчастный голод и усталость сделали своё черное дело и от прежней красоты моей не осталось и следа? Или я не нравлюсь ему совсем?" — размышлял а уязвленная красавица"). После того, как Парцифаль освобождает крепость королевы от осаждающих, она заявляет о своём желании выйти за него замуж («…счастливая Кондвирамур сердечно приветствовала героя, обняла его при всем честном народе и собственноручно сняла с него доспехи. „Я стану женой человека, которого здесь обнимала, и ничьей больше“, — сказала она, весело улыбаясь»). После этого «весь город принял участие в последовавшей затем свадьбе юной пары», и так Парцифаль стал супругом прекрасной Кондвирамур и королём Бельрапера.
- Королева Конвирамур упоминается в аудио-спектакле Нины Гарской «Король Артур и рыцари Круглого стола» (1982, издательство «Мелодия-детям», Михаил Державин, Юрий Авшаров, Нина Архипова и другие). В этом спектакле королева Конвирамур описана следующим образом: «… Юная королева взглянула на Парцифаля приветливо и кивнула ему, а он, застыв, молчит, помнил назаз Гурнеманца „рыцарю невместно лезть первому с вопросами“. Только думал он, глядя на Конвирамур, что никогда не видал столь прекрасного и величавого юного создания. Цвет лица у неё был светлее и белее цветов лилии, а розовый цвет щёк чудесно оживлял лицо. Глаза излучали столь яркий свет, что напоминали звёзды. Поистине, природа не создавала лучшего носа, рта и глаз. Но ещё знайте то, чего пока не ведал он: а именно, что умела она великолепно расшивать кошельки, сукно шелком и золотом, читать, писать, говорить на латыни, играть на арфе, петь песни сарацинские госконские, французские, лотарингские, и бретонские ле, и что была она мила, а натуру имела возвышенную…»
- «Parsifal Kertomus Graalin ritarista», автор: Волтер Килпи, финский язык (Otava, Хельсинки, 1902)[3]
- В книге «История финской литературы» («History of Finnish Literature») (автор: Jaakko Ahokas) есть следующее упоминание о королеве Конвирамур в произведении Волтера Килпи: «…Его Парцифаль — это рыцарь, который приобретает известность за доблесть своею и храбрость, и он первый, кто был сочтён достойным прикоснуться к святому Граалю, после того, как он познал любовь, искреннюю и чистую любовь к своей жене, Конвирамур» («His Parsifal is a knight who wins fame through his courage and deeds, but he is first found worthy of adding glory and shine to the Holy Grail when he has been touched by love, a pure love for his wife Konviramur»).
- Кондвирамурса из книги «Владычица Озера» (в которой по-своему упоминаются и другие персонажи цикла легенд о короле Артуре, например, король-рыбак) писателя Анджея Сапковского вдохновлена на создание фигурой королевы Кондвирамур.